# Église Notre-Dame-de-l'Assomption d'Ilhet
L'église Notre-Dame-de-l'Assomption d'Ilhet est une église catholique du XVe siècle située à Ilhet, dans le département français des Hautes-Pyrénées en France.

## Localisation
L'église Notre-Dame-de-l'Assomption est située au centre du village.

## Historique
Jusqu'à la Révolution, l'église d'Ilhet était une dépendance du prieuré de Sarrancolin qui formait autrefois une seule communauté avec Ilhet, Ardengost et Camous.

Le chantier de l'église débuta probablement à l'époque romane. Puis le sanctuaire fut en partie restauré à la fin du  XVe siècle. Quant au deux chapelles latérales, elles furent édifiées à partir du XVIIe siècle.

Le clocher-tour au nord a été bâti en 1671 – 1672 par Jean Labarthe, maitre maçon de Sarrancolin. Au XIXe siècle, les couvertures de la nef et du chœur ont été refaites.

## Architecture
Le plan de l'église de style roman, est simple  C'est une nef unique prolongée par une abside semi-circulaire complétée au nord et au sud par deux chapelles latérales. Un imposant clocher-tour à trois niveaux s'élève au nord  de l'église.

À l'intérieur, le maître-autel est surmonté d'un tabernacle doré, réalisé à la fin du XVIIe siècle par Baignères, sculpteur de Simorre. Dans le chœur, sont conservées les statues des Quatre Évangélistes (Matthieu, Marc, Luc et Jean).

La chapelle nord  de l'église, celle de Saint-Joseph était autrefois dédiée à sainte Catherine. Au sud, une autre chapelle était le siège de la confrérie de Notre-Dame-du-Rosaire.

## Galerie de photos

Sélection de vues diverses
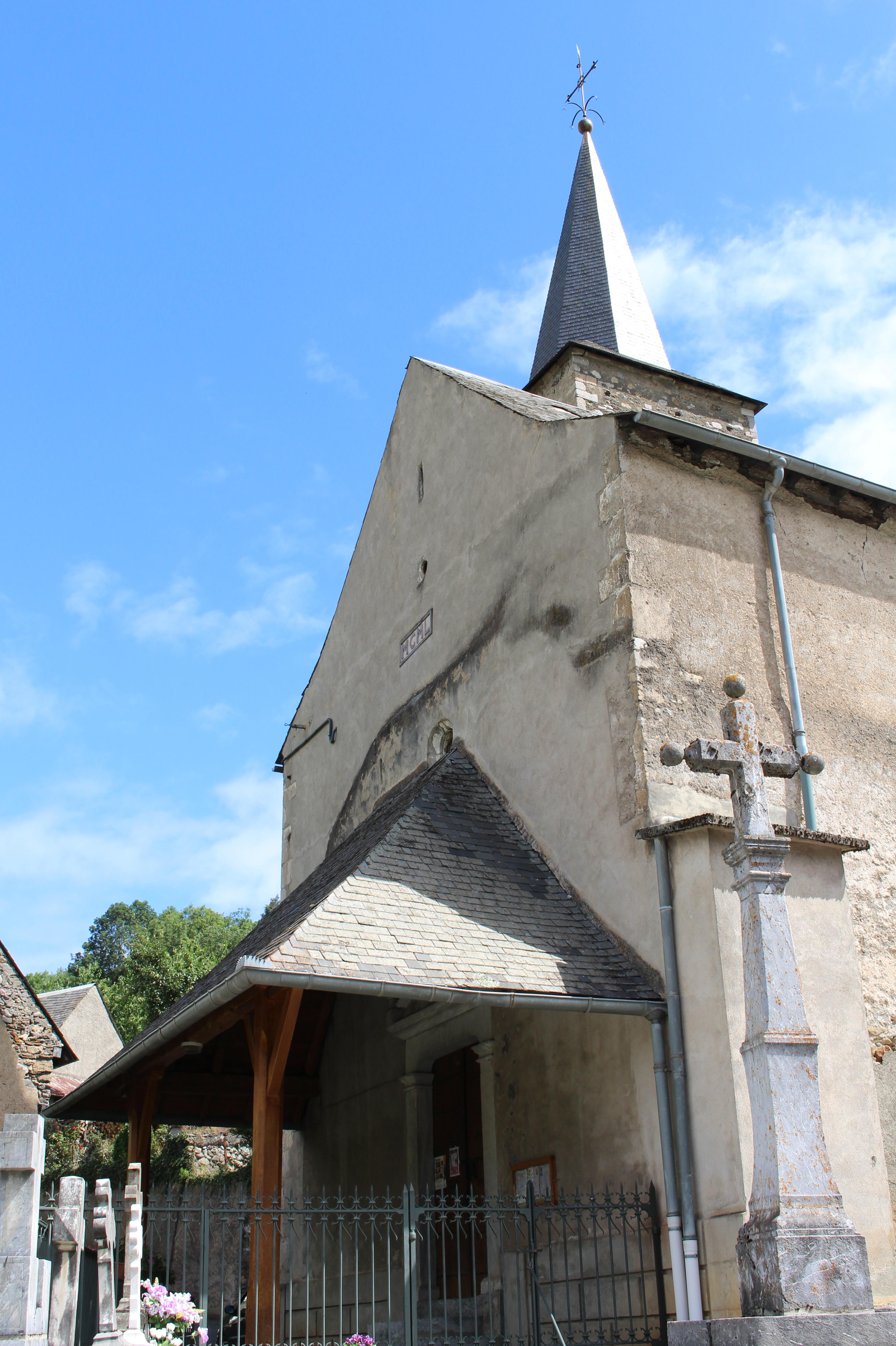
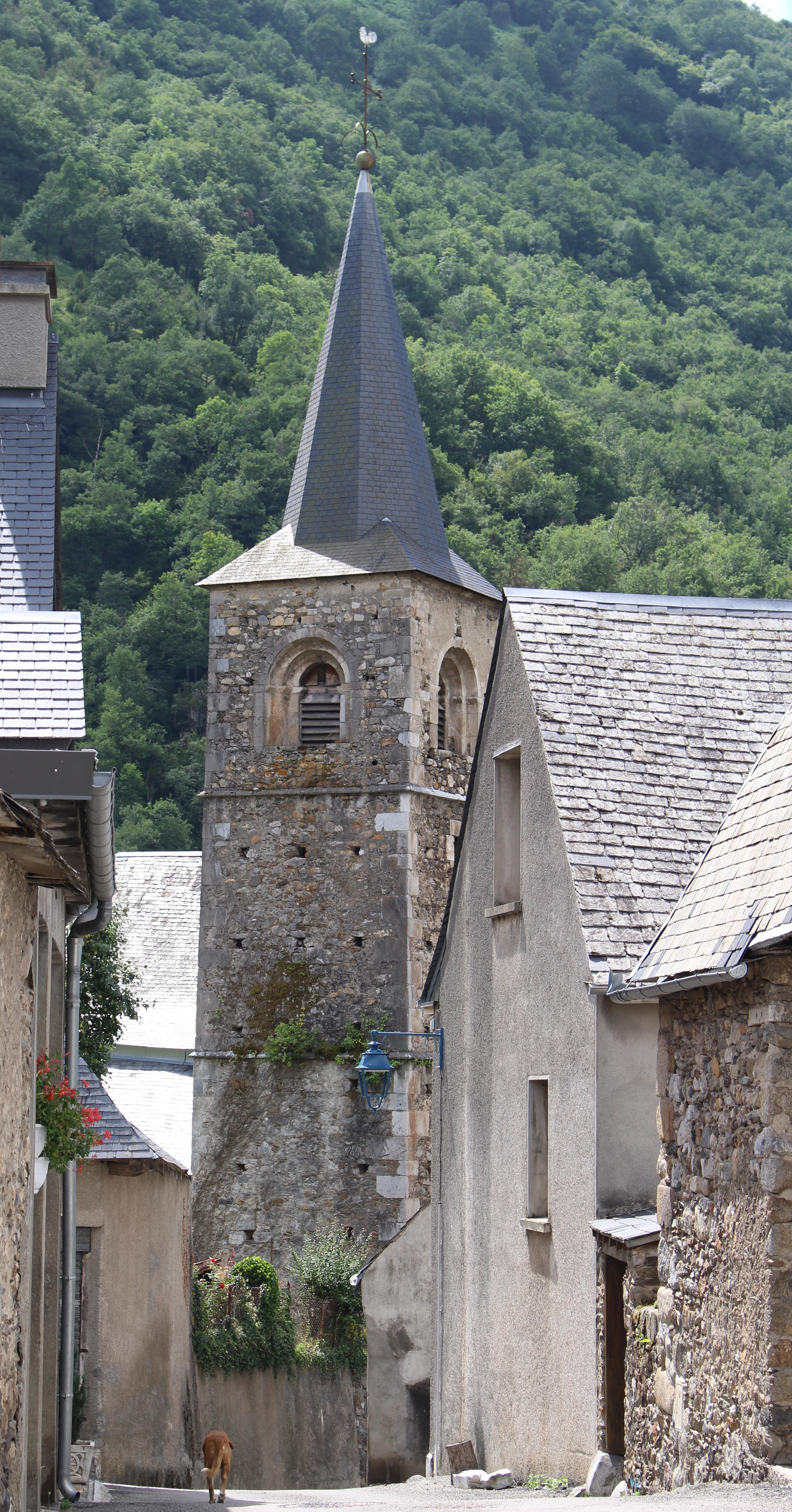
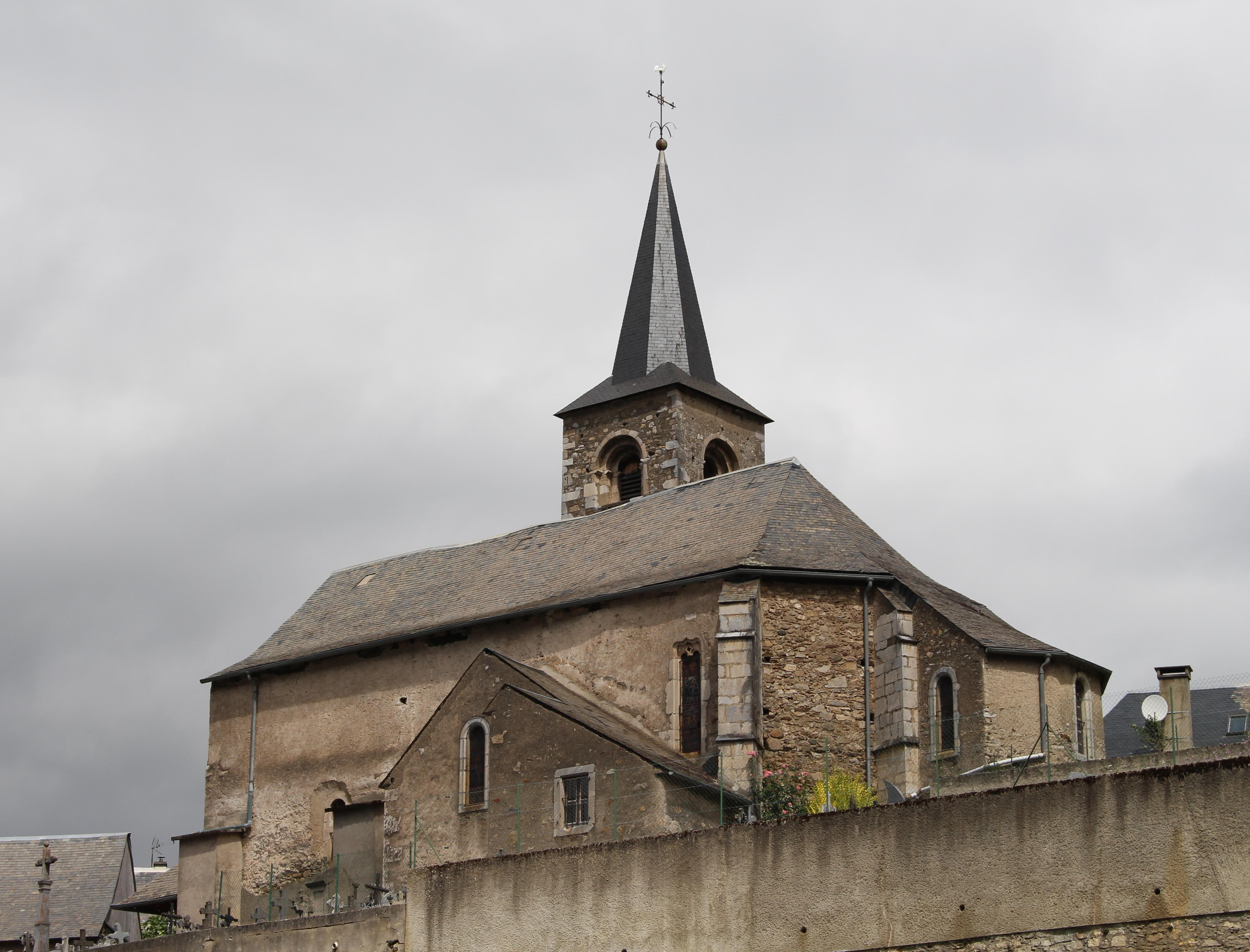
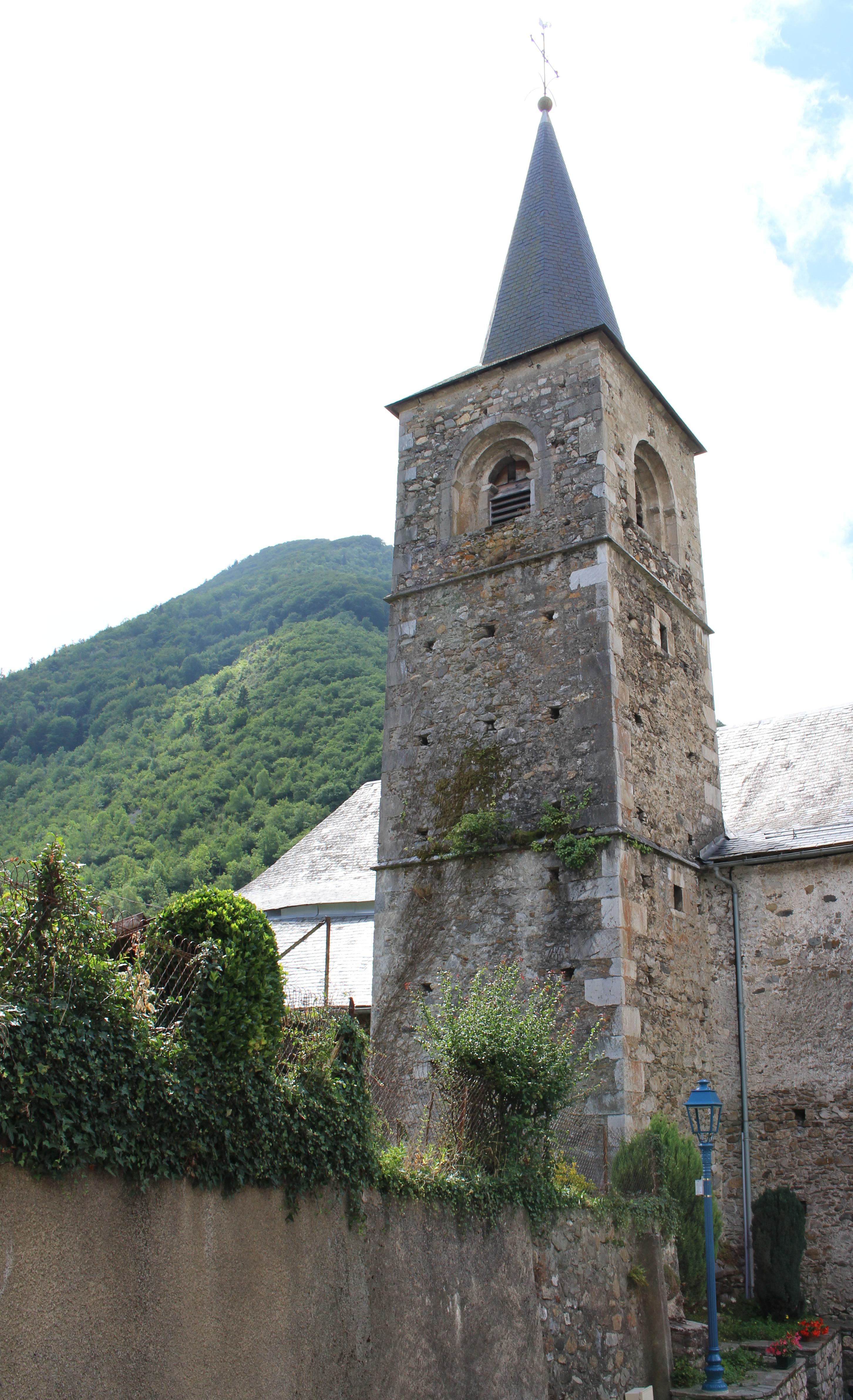
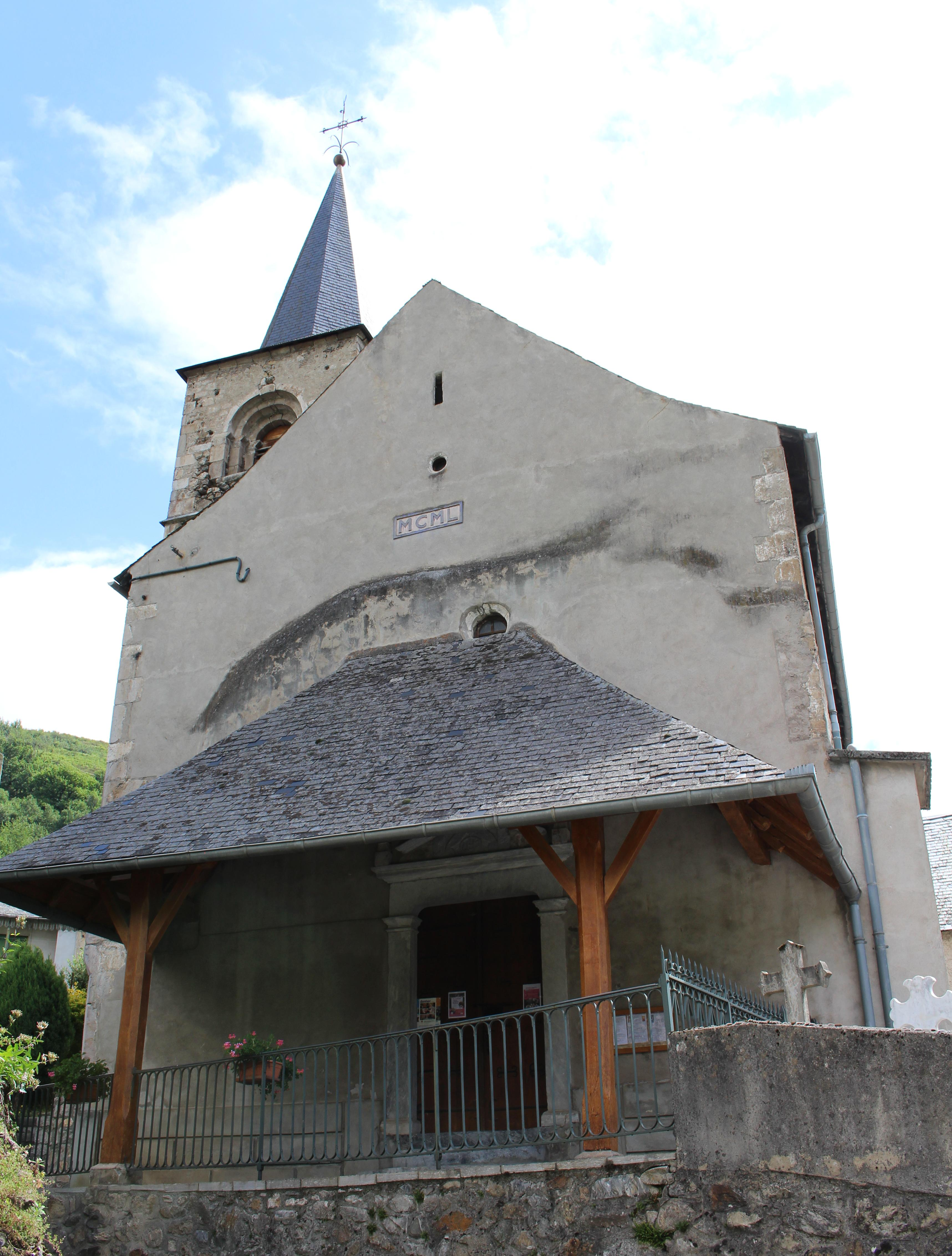